# Guusje ter Horst

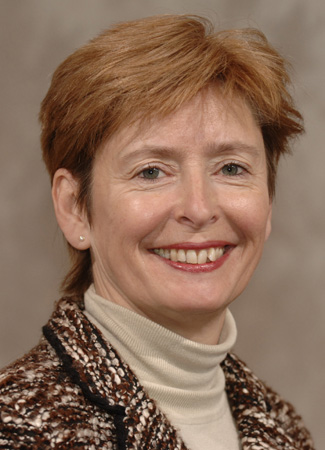
Guusje ter Horst

Guus (Guusje) ter Horst (* 22. März 1952 in Deventer) ist eine niederländische Politikerin der Partij van de Arbeid (PvdA).

## Leben
Nach ihrer Schulzeit in Den Haag studierte Ter Horst an der Universität Amsterdam Klinische Psychologie. Des Weiteren studierte sie in Amsterdam Sozialwissenschaft. Nach ihrem Studium erhielt sie eine Anstellung als Hochschullehrer an der Universität Amsterdam im Bereich Soziale Zahnmedizin. Vom 15. April 2001 bis den 1. Januar 2007 war Ter Horst Bürgermeisterin der Stadt Nijmegen. Im Kabinett Balkenende IV war sie vom 22. Februar 2007 bis den 23. Februar 2010 Innenministerin in den Niederlanden.